# Montezuma, Indiana
Montezuma är en ort i Parke County i delstaten Indiana, USA.